# Bartley Green
Bartley Green – dzielnica miasta Birmingham, w Anglii, w West Midlands, w dystrykcie Birmingham. Leży 7,5 km od centrum miasta Birmingham i 165,9 km od Londynu. W 2011 roku dzielnica liczyła 24 967 mieszkańców.